# Bahnradsport-Weltmeisterschaften der Junioren 2017
Die Bahnradsport-Weltmeisterschaften der Junioren 2017 fanden vom 23. bis 27. August 2017 im Velodromo Fassa Bortolo im italienischen Montichiari statt.

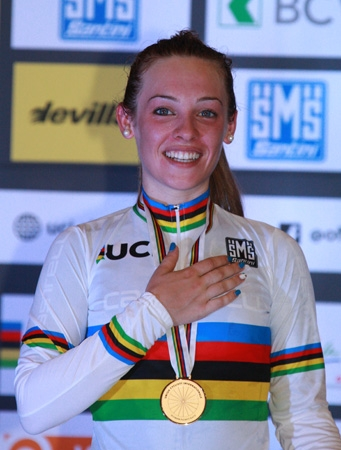
Letizia Paternoster errang drei WM-Titel, nachdem sie schon im Jahr zuvor zweifache Junioren-Weltmeisterin geworden war.

Die Junioren-Bahnweltmeisterschaften fanden zum zweiten Mal seit 2010 in Montichiari statt und zum fünften Mal in Italien. Gemeldet waren rund 100 Sportlerinnen und rund 200 Sportler aus 42 Ländern. Ursprünglich war die Austragung der Weltmeisterschaften im chinesischen Shenyang geplant.
Da viele Junioren-Sportler seit dem Vorjahr in die Elite-Klasse aufgerückt sind, waren nur wenige Fahrer am Start, die ihren WM-Titel aus dem Vorjahr zu verteidigen versuchten, darunter die beiden russischen Fahrer Pawel Rostow und Dmitri Nesterow (Teamsprint), ihre Mannschaftskollegin Marija Nowolodskaja (Einerverfolgung), die Italienerinnen Chiara Consonni und Letizia Paternoster (Mannschaftsverfolgung), die Neuseeländerin Ellesse Andrews (Teamsprint) und die Australierin Jade Haines (Zweier-Mannschaftsfahren).
Erfolgreichste Mannschaft war die aus Russland mit insgesamt zwölf Medaillen, darunter fünf Goldmedaillen. Der Fahrer Pawel Pertschuk errang zwei, in den Kurzzeitdisziplinen Sprint und Keirin. Beide Titel im Teamsprint ging an die russischen Mannschaften, bei den Junioren waren die beiden Vorjahresweltmeister Rostow und Dmitri Nesterow am Sieg beteiligt. Zudem waren die russischen Junioren in der Mannschaftsverfolgung erfolgreich und stellten in der ersten Runde des Wettbewerbs mit 4:00,972 Minuten einen neuen Weltrekord auf. Den zweiten Platz im Nation-Ranking belegten die Gastgeber aus Italien mit sieben Medaillen. Dabei war die zweifache Vorjahres-Weltmeisterin Paternoster an drei Siegen (Zweier-Mannschaftsfahren, Omnium und Mannschaftsverfolgung) beteiligt, in der Einerverfolgung errang sie Silber. Ihre Landsmännin Consonni trug zu den Siegen im Zweier-Mannschaftsfahren und in der Mannschaftsverfolgung ebenfalls bei.
Platz drei mit insgesamt sechs Medaillen ging an Frankreich, dessen Jungstar Mathilde Gros allein drei Goldmedaillen in den Einzelkurzzeitdisziplinen (Keirin, Sprint, 500-Meter-Zeitfahren) gewann. Die vierte Goldmedaille ging an den Junior Rayan Helal im Sprint. Dänemark belegte mit vier Medaillen, davon drei goldenen, Platz vier. Als Medaillengewinner dominierten Julius Johansen und Johan Price-Pejtersen.
Die Mannschaft des Bundes Deutscher Radfahrer fuhr mit insgesamt fünf Medaillen nach, von den allein drei auf Lea Sophie Friedrich entfielen. Carl Hinze errang zwei Silbermedaillen, darunter gemeinsam mit Timo Bichler und Elias Edbauer eine im Teamsprint, wobei die drei Fahrer mit 45,314 Sekunden einen neuen deutschen Rekord aufstellten. Schweizer und österreichische Radsportler konnten keine Medaillen erringen wenn auch die Schweizer Verfolger mit 4:04.299 Minuten einen neuen nationalen Rekord aufstellten. Sie belegten Rang vier, ebenso Valère Thiébaud in der Einerverfolgung und Alex Vogel im Omnium.
Während der Weltmeisterschaften wurden neun Mal bisherige Weltrekorde verbessert, einige davon mehrmals während der Wettbewerbe, etwa bei den Mannschaftsverfolgungen oder den Teamsprint-Wettbewerben. Die Französin Mathilde Gros verbessert den Rekord über 500 Meter auf 33,937 Sekunden, die russische Sprinter-Mannschaft den im Teamsprint auf 44,355 Sekunden, die Neuseeländerin Andrews den Rekord in der Qualifikation der 2000-Meter-Einerverfolgung auf 2:18,080 Minuten und der italienische Juniorinnen-Vierer den Rekord in der Mannschaftsverfolgung auf 4:21,554 Minuten.
Während der Weltmeisterschaften nahmen die beiden Paracycler Stefano Cecini und Pierre Amighini einen Stundenweltrekord auf dem Tandem in Angriff, der allerdings nicht offiziell war. Aufgrund eines Reifenschadens stürzte das Duo, und der Versuch misslang zunächst.

## Zeitplan
| Datum                  | Disziplinen Männer                              | Disziplinen Frauen                                  |
| ---------------------- | ----------------------------------------------- | --------------------------------------------------- |
| Mittwoch, 23. August   | Teamsprint                                      | Scratch, Teamsprint                                 |
| Donnerstag, 24. August | Mannschaftsverfolgung, Scratch, Keirin          | Mannschaftsverfolgung                               |
| Freitag, 25. August    | Einerverfolgung, Punktefahren                   | Sprint, Omnium                                      |
| Samstag, 26. August    | Omnium, Sprint                                  | 500-Meter-Zeitfahren, Einerverfolgung, Punktefahren |
| Sonntag, 27. August    | 1000-Meter-Zeitfahren, Zweier-Mannschaftsfahren | Keirin, Zweier-Mannschaftsfahren                    |

## Resultate

### Sprint
| Platz | Sportler        | Land | Zeit (s)              |
| ----- | --------------- | ---- | --------------------- |
|       | Rayan Helal     | FRA  | 10,615 (1) 10,441 (2) |
|       | Dmitri Nesterow | RUS  |                       |
|       | James Brister   | AUS  | 10,783 (2) 11,028 (3) |

| Platz | Sportlerin           | Land | Zeit (s)                |
| ----- | -------------------- | ---- | ----------------------- |
|       | Mathilde Gros        | FRA  | 11,617 (1) – 11,659 (3) |
|       | Lauren Bate          | GBR  | (2)                     |
|       | Lea Sophie Friedrich | GER  | 11,698 (2) 11,751 (3)   |

### Keirin
| Platz | Sportler        | Land |
| ----- | --------------- | ---- |
|       | Pawel Pertschuk | RUS  |
|       | Daniel Rochna   | POL  |
|       | James Brister   | AUS  |

| Platz | Sportlerin           | Land |
| ----- | -------------------- | ---- |
|       | Mathilde Gros        | FRA  |
|       | Steffie van der Peet | NED  |
|       | Hyesu Kim            | KOR  |

### Zeitfahren
| Platz | Sportler        | Land | Zeit (min) |
| ----- | --------------- | ---- | ---------- |
|       | Pawel Pertschuk | RUS  | 1:01,768   |
|       | Carl Hinze      | GER  | 1:02,403   |
|       | Jackson Ogle    | NZL  | 1:02,756   |

| Platz | Sportlerin           | Land | Zeit (s)  |
| ----- | -------------------- | ---- | --------- |
|       | Mathilde Gros        | FRA  | 33,937 WR |
|       | Lea Sophie Friedrich | GER  | 34,301    |
|       | Jana Tyschtschenko   | RUS  | 34,625    |

### Teamsprint
| Platz | Sportler                                                   | Land | Zeit (s)   |
| ----- | ---------------------------------------------------------- | ---- | ---------- |
|       | Daniil Komkow Iwan Gladyschew Dmitri Nesterow Pawel Rostow | RUS  | 44,355G WR |
|       | Timo Bichler Elias Edbauer Carl Hinze                      | GER  | 45,314G DR |
|       | Cezary Laczkowski Łukasz Kowal Daniel Rochna               | POL  | 45,049B    |

| Platz | Sportlerin                                               | Land | Zeit (s) |
| ----- | -------------------------------------------------------- | ---- | -------- |
|       | Jana Tyschtschenko Polina Waschtschenko Xenija Andrejewa | RUS  | 34,438G  |
|       | Lea Sophie Friedrich Emma Götz                           | GER  | 34,446G  |
|       | Lauren Bate Georgia Hilleard                             | GBR  | 35,102B  |

### Einerverfolgung
| Platz | Sportler              | Land | Zeit (min) |
| ----- | --------------------- | ---- | ---------- |
|       | Johan Price-Pejtersen | DEN  | 3:15,856G  |
|       | Xeno Young            | IRL  | 3:16,951G  |
|       | Lew Gonow             | RUS  | 3:17,407B  |

| Platz | Sportlerin          | Land | Zeit (min) |
| ----- | ------------------- | ---- | ---------- |
|       | Ellesse Andrews     | NZL  | 2:19,038G  |
|       | Letizia Paternoster | ITA  | 2:19,641G  |
|       | Elena Pirrone       | ITA  | 2:22,626B  |

### Mannschaftsverfolgung
| Platz | Sportler                                                                      | Land | Zeit (min) |
| ----- | ----------------------------------------------------------------------------- | ---- | ---------- |
|       | Lew Gonow Gleb Syriza Iwan Smirnow Dmitri Muchomedjarow                       | RUS  | 4:01,675G  |
|       | Johan Price-Pejtersen Mathias Larsen Julius Johansen Oliver Wulff Frederiksen | DEN  | 4:03,928G  |
|       | Joshua Scott Corbin Strong Aaron Wyllie Harry Waine                           | NZL  | 4:03,044B  |

| Platz | Sportlerin                                                            | Land | Zeit (min)   |
| ----- | --------------------------------------------------------------------- | ---- | ------------ |
|       | Martina Fidanza Letizia Paternoster Chiara Consonni Vittoria Guazzini | ITA  | 4:21,554G WR |
|       | Ellesse Andrews Nicole Shields Kate Smith Emily Shearman              | NZL  | 4:27,610G    |
|       | Laura da Cruz Clara Copponi Marie Le Net Valentine Fortin             | FRA  | 4:30,749 B   |

### Scratch
| Platz | Sportler          | Land |
| ----- | ----------------- | ---- |
|       | Daniel Babor      | CZE  |
|       | Filip Prokopyszyn | POL  |
|       | Ivan Gabriel Ruiz | ARG  |

| Platz | Sportlerin               | Land |
| ----- | ------------------------ | ---- |
|       | Martina Fidanza          | ITA  |
|       | Mylène de Zoete          | NED  |
|       | Alexandra Martin-Wallace | AUS  |

### Punktefahren
| Platz | Sportler        | Land | Punkte |
| ----- | --------------- | ---- | ------ |
|       | Oleh Kanaka     | UKR  | 38     |
|       | Iwan Gerassimow | RUS  | 30     |
|       | JB Murphy       | IRL  | 29     |

| Platz | Sportlerin          | Land | Punkte |
| ----- | ------------------- | ---- | ------ |
|       | Maggie Coles-Lyster | CAN  | 41     |
|       | Marija Nowolodskaja | RUS  | 29     |
|       | Chiara Consonni     | ITA  | 29     |

### Omnium
| Platz | Sportler             | Land | Punkte |
| ----- | -------------------- | ---- | ------ |
|       | Julius Johansen      | DEN  | 117    |
|       | Stephen Cuff         | AUS  | 109    |
|       | Uladsislau Timoschik | BLR  | 096    |

| Platz | Sportlerin          | Land | Punkte |
| ----- | ------------------- | ---- | ------ |
|       | Letizia Paternoster | ITA  | 125    |
|       | Maggie Coles-Lyster | CAN  | 115    |
|       | Mylène de Zoete     | NED  | 112    |

### Zweier-Mannschaftsfahren
| Platz | Sportler                       | Land | Punkte |
| ----- | ------------------------------ | ---- | ------ |
|       | Mathias Larsen Julius Johansen | DEN  | 43     |
|       | Lew Gonow Gleb Syriza          | RUS  | 25     |
|       | Isaac Buckell Godfrey Slattery | AUS  | 23     |

| Platz | Sportlerinnen                       | Land | Punkte |
| ----- | ----------------------------------- | ---- | ------ |
|       | Chiara Consonni Letizia Paternoster | ITA  | 70     |
|       | Marija Nowolodskaja Darja Malkowa   | RUS  | 55     |
|       | Marie Le Net Valentine Fortin       | FRA  | 39     |

- Legende: "G" = Zeit aus dem Finale um Gold; "B" = Zeit aus dem Finale um Bronze; (1), (2), (3) Siegerzeit aus den Sprintläufen

## Medaillenspiegel

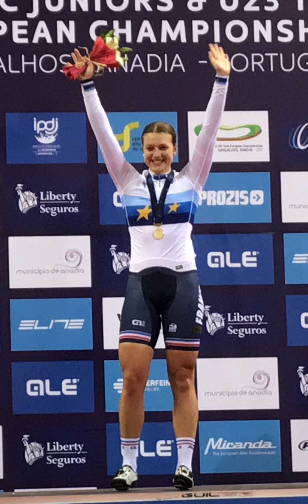
Die Französin Mathilde Gros gewann drei Goldmedaillen.

|       | Nation         |    |    |    | Gesamt |
| ----- | -------------- | -- | -- | -- | ------ |
| 1     | Russland       | 5  | 5  | 2  | 12     |
| 2     | Italien        | 4  | 1  | 2  | 7      |
| 3     | Frankreich     | 4  | 0  | 2  | 6      |
| 4     | Dänemark       | 3  | 1  | 0  | 4      |
| 5     | Neuseeland     | 1  | 1  | 2  | 4      |
| 6     | Kanada         | 1  | 1  | 0  | 2      |
| 7     | Tschechien     | 1  | 0  | 0  | 1      |
| 7     | Ukraine        | 1  | 0  | 0  | 1      |
| 9     | Deutschland    | 0  | 4  | 1  | 5      |
| 10    | Niederlande    | 0  | 2  | 1  | 3      |
| 11    | Polen          | 0  | 2  | 0  | 2      |
| 12    | Australien     | 0  | 1  | 4  | 5      |
| 13    | Großbritannien | 0  | 1  | 2  | 3      |
| 14    | Irland         | 0  | 1  | 1  | 2      |
| 15    | Argentinien    | 0  | 0  | 1  | 1      |
| 15    | Belarus        | 0  | 0  | 1  | 1      |
| 15    | Südkorea       | 0  | 0  | 1  | 1      |
| Total | Total          | 20 | 20 | 20 | 60     |

## Aufgebote

### Bund Deutscher Radfahrer
Juniorinnen (Kurzzeit)
- Lea Sophie Friedrich, Emma Götz
- Junioren (Kurzzeit)
- Timo Bichler, Elias Edbauer, Carl Hinze, Valentin Schumann

Juniorinnen (Ausdauer)
- Ricarda Bauernfeind, Katharina Hechler, Paulina Klimsa, Lena Charlotte Reißner, Lea Lin Teutenberg, Vanessa Wolfram

Junioren (Ausdauer)
- Johannes Banzer, Rico Brückner, Calvin Dick, Max Gehrmann, Juri Hollmann, Per Christian Münstermann

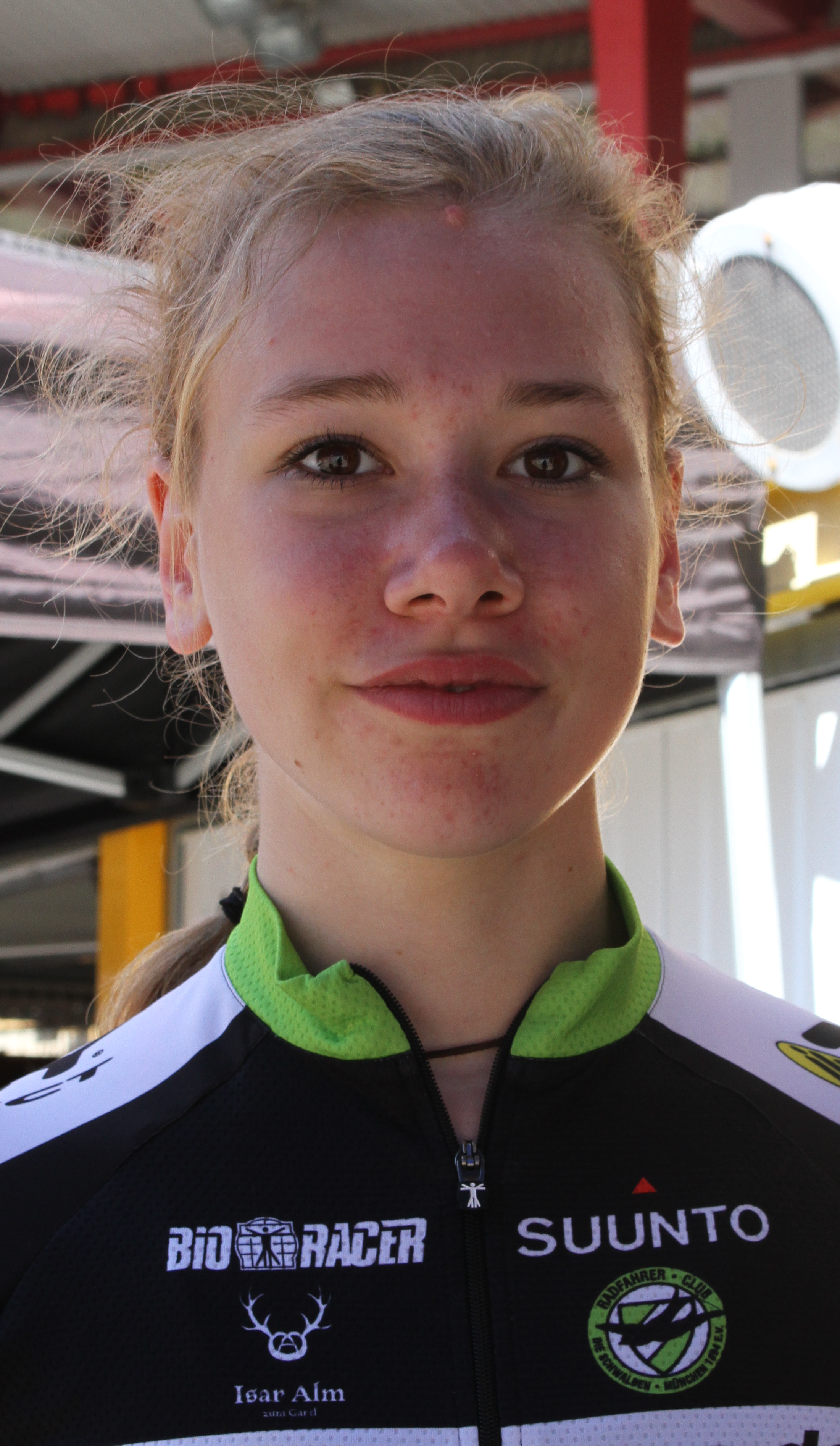
Paulina Klimsa
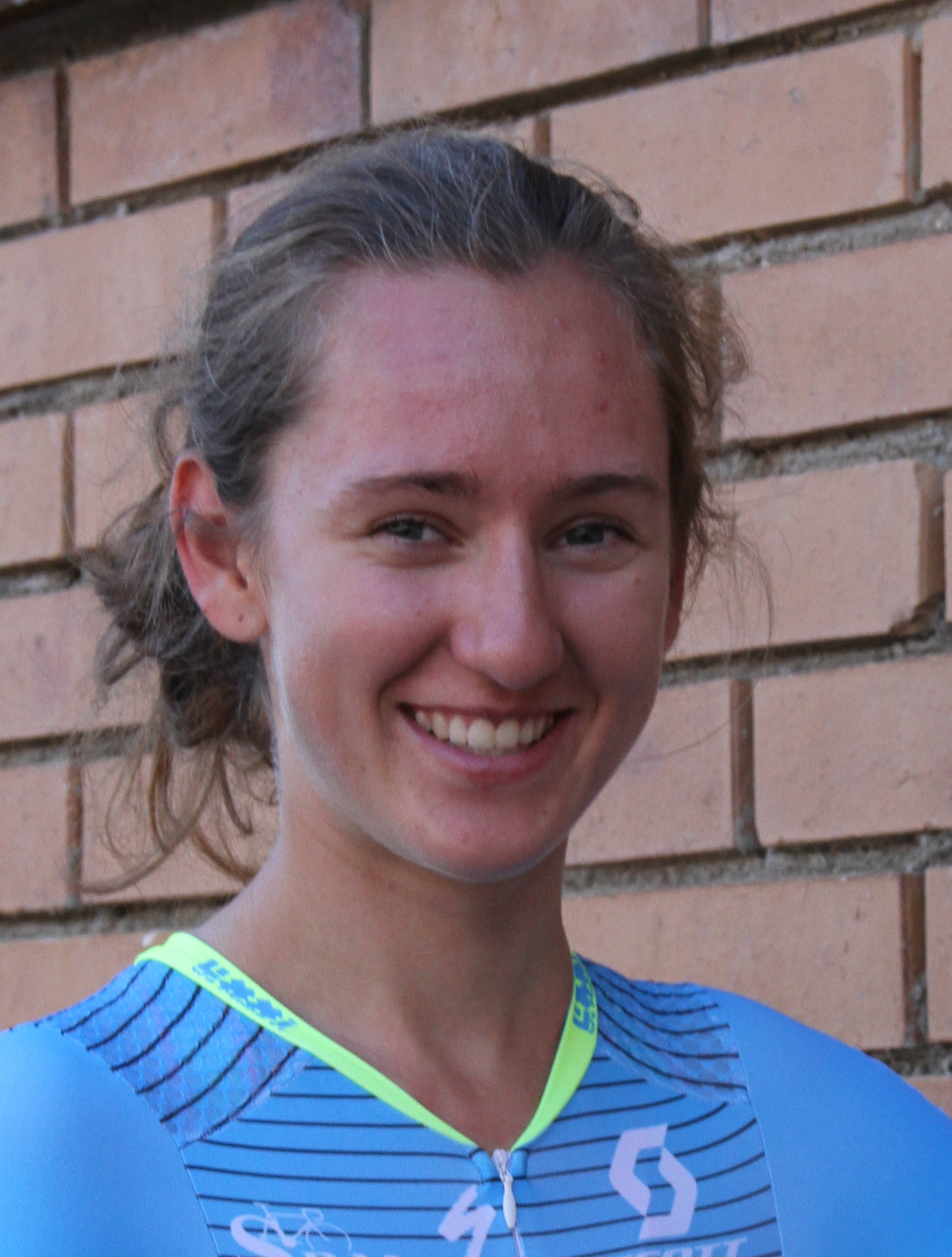
Lea Lin Teutenberg
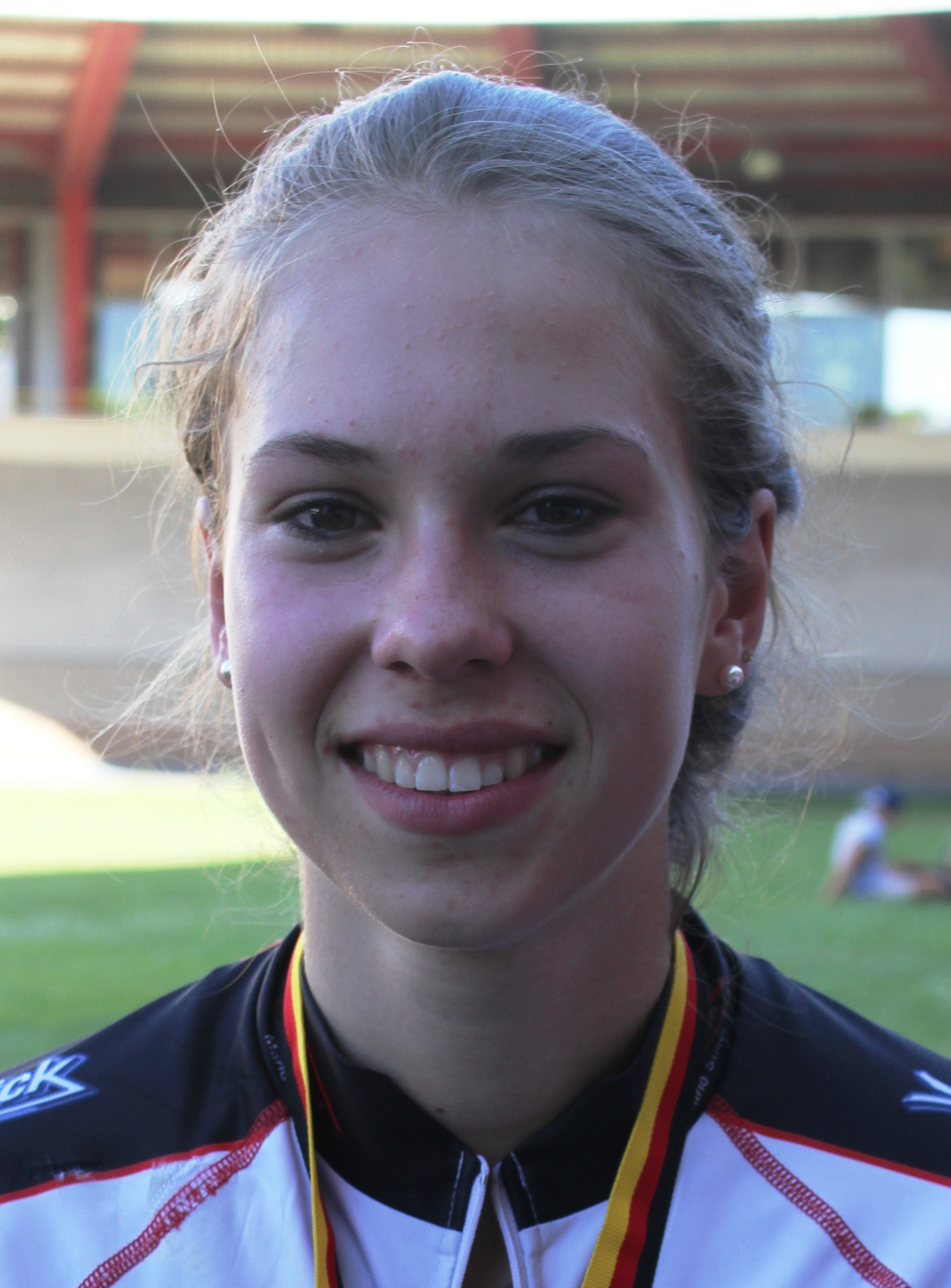
Emma Götz
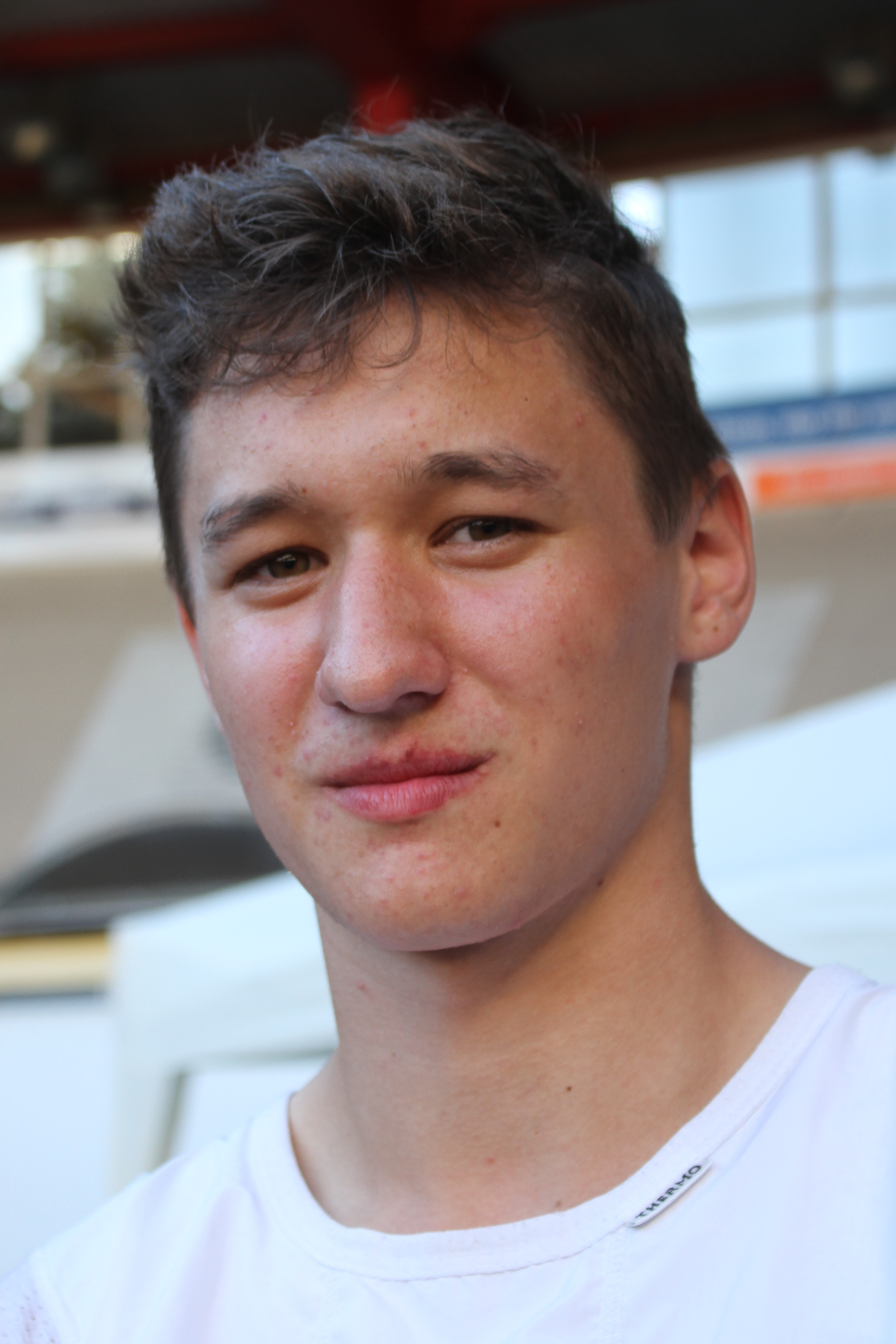
Valentin Schumann
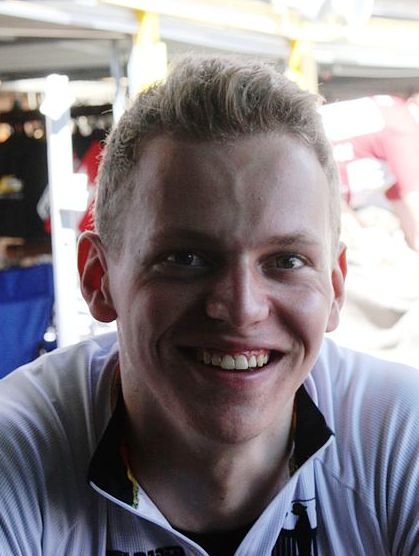
Carl Hinze
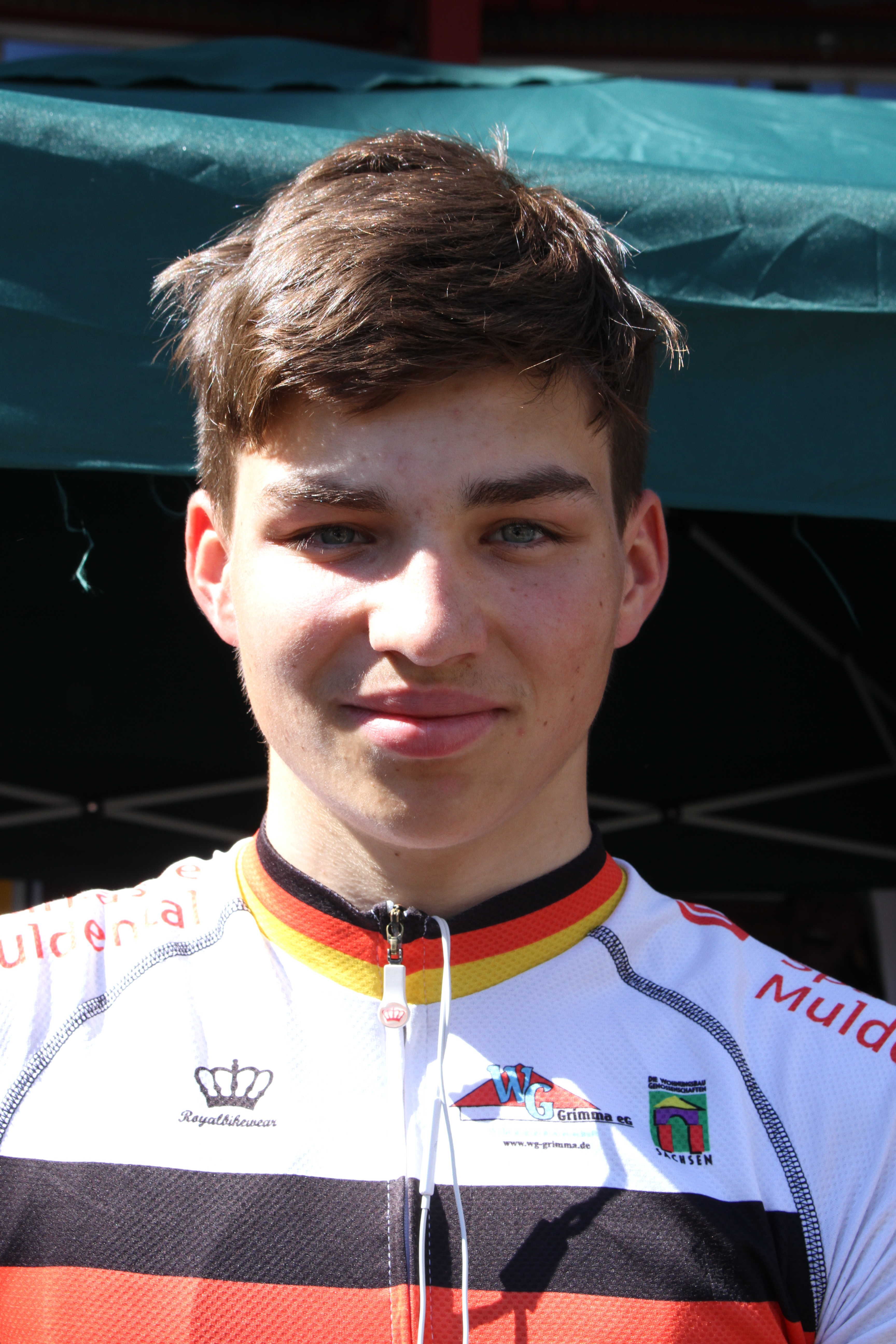
Rico Brückner

### Österreichischer Rad-Verband
- Lukas Viehberger

### Swiss Cycling
- Robin Ender, Aurèle Paroz, Mauro Schmid, Valère Thiébaud, Alex Vogel